# جامعة القاهرة الفرع الدولي
جامعة القاهرة الفرع الدولي هي جزء من جامعة القاهرةويضم طلاب البرامج المدفوعة او الخاصة بنطام الساعات المعتمدة، يقع في مدينة السادس من أكتوبر بمحافظة الجيزة علي مساحة 575 فدان، يضم المبنى الرئيسي الذي يشمل قبة الجامعة وبها إدارة البرامج والجامعة، كما يضم الفرع الدولي مباني الأنشطة التعليمية والمدرجات ومنطقة مراكز الأبحاث والعلوم على أعلى مستوى، وأول مبنى في مصر لدراسات بحوث الحيوان، ومنطقة الملاعب الرياضية على مساحة تقترب من 1800 متر مربع، والاستاد الرياضي يسع 20 ألف متفرج لإقامة منافسات دوري الجامعات، ومدينة رياضية ومنطقة ترفيهية بمساحة 100 فدان، بالإضافة إلى مبانى لتسكين الطلاب والطالبات على مساحة تصل 2600 متر مربع، كما يضم مجمعًا للمعامل على أحدث المواصفات العالمية، ومجمعا للحضانات العلمية وريادة الأعمال والشركات الناشئة.

## البرامج الأكاديمية
الفرع الدولي لجامعة القاهرة قائم علي نظام البرامج الخاصة المعتمدة التي تدرس بطريقة الساعات المعتمدة علي غرار الترديس بالجامعات الأجنبية الخارجية ويتميز الفرع الدولي بأن شهادة التخرج سوف تكون مزدوجة من الجامعة الأم الأجنبية وجامعة القاهرة.
البرامج الجاهزة للتشغيل فور الانتهاء من الجزء الأول من المرحلة الأولى لإنشاء الفرع الدولي:
- برامج العلوم المالية والإدارية
- برامج العلوم السياسية والاقتصاد
- برامج علوم القانون
- برامج علوم الأرض
- برامج الفيزياء المتقدمة
- برامج العلوم الهندسية
- برامج العلوم البيولوجية
- برامج العلوم الإنسانية